# The Iron Maidens
The Iron Maidens es una banda femenina de heavy metal formada en California en el año 2001, pensada completamente como un tributo a la banda de metal inglesa Iron Maiden. Está compuesta por Kirsten Rosenberg en voces, Linda McDonald en la percusión, Courtney Cox y Nikki Stringfield en las guitarras y Wanda Ortiz en el bajo. 

## Carrera
Rápidamente, The Iron Maidens se establecieron como uno de los actos tributo más populares en su natal California vendiendo hotdogs y cigarrillos para comprar sus instrumentos, y al poco tiempo empezaron a ganar reconocimiento mundial. Hasta el momento han grabado tres álbumes, World's Only Female Tribute to Iron Maiden, Route 666 y The Root Of All Evil.
The Iron Maidens realizan versiones de las canciones de Iron Maiden de todas las épocas de la banda, interpretando a su propio estilo los grandes éxitos de la agrupación británica y las canciones favoritas de los fanáticos. En sus presentaciones utilizan actos similares a los usados por Iron Maiden, como la aparición de la mascota Eddie the Head. Asimismo, Kirsten Rosenberg suele flamear una bandera británica durante la canción "The Trooper".

## Discografía

### Estudio
- World's Only Female Tribute to Iron Maiden (2005)
- Route 666 (2007)
- The Root of All Evil (2008)